# 妃すみれ
妃 すみれ（きさき すみれ、1975年5月5日 -）は、日本のAV女優。エイトマン所属。

## 略歴・人物
2007年8月にアダルトビデオメーカー・アリスJAPAN（レーベル「midi」）の初専属熟女タレントとして『熟女グラドル“妃すみれ”AV解禁!!』でAVデビュー。
AVデビュー前には、“現役看護師”の肩書きで熟女グラビアアイドルとして活動していた。
2009年3月、アリスJAPANと百花美人とのコラボレーションによる作品『未亡人の淫蝕』で、セル作品に初出演。

## 出演作品

### アダルトビデオ
※特記のない場合、全てアリスJAPANよりリリース
2007年
- 熟女グラドル“妃すみれ”AV解禁!! （8月17日） ※デビュー作
- TSUBAKI （9月14日）
- 美熟女グラドル妃すみれが極上のオナニー手ほどきします。 （10月12日）
- 女教師すみれ 肉体授業 （11月9日）
- 熟女尻 （12月28日）

2008年
- セレブ調教 （1月25日）
- 大人の美脚に履かせたいパンスト、ブーツ、ハイレグ衣装 （2月22日）
- 性感開発 非合法エステ （3月28日）
- midi専属女優 妃すみれが童貞をプロデュース （4月25日）
- 大人の乱交パーティー 妃すみれ （5月23日）…共演:芹沢恋、南原香織、堀越香奈
- 大人の乱交パーティー 芹沢恋 （5月23日）…共演:芹沢恋、南原香織、堀越香奈
- midi専属女優 妃すみれに24時間飼われてみませんか? （6月27日）
- 美熟女×黒人 （7月25日）
- 熟女のベロちゅう交尾 （8月22日）
- 女上司の誘惑 （9月26日）
- 何度でもセックスおかわり （10月24日）
- 美熟女温泉交尾 （11月28日）
- 終わらないフェラチオ （12月26日）

2009年
- 貞操帯婦人 （1月23日）
- 視姦倶楽部 一〇〇人の眼の前で （2月27日）
- 未亡人の淫蝕 （3月13日、百花美人）
- 感じてはいけないセックス （4月24日）
- 素顔のままで 「初めての恥痴ドキュメント」 （5月13日、百花美人）
- 美人妻監禁調教 （6月26日）
- 人妻の秘めごと 「隣室のセックス、濡れる欲情」 （7月13日、百花美人）
- チクビエロイカラダ （8月28日）
- マジ・ガチ・プライベート 舌技5段の大胆スロート （9月13日、百花美人）